# Dimitri Petratos
Dimitri Petratos est un footballeur international australien, né le 10 novembre 1992 à Sydney en Australie, qui évolue au poste de milieu offensif avec le Mohun Bagan SG.

## Biographie

### En club
Le 13 mars 2013, il inscrit avec le club malaisien du Kelantan FA, un doublé en Coupe de l'AFC, face à l'équipe birmane d'Ayeyawady United.

### En sélection
Avec les moins de 20 ans, il participe à la Coupe du monde des moins de 20 ans en 2011. Lors du mondial junior organisé en Colombie, il joue trois matchs : contre l'Équateur, le Costa Rica et l'Espagne, avec pour résultats un nul et deux défaites.
Il joue son premier match en équipe d'Australie le 23 mars 2018, en amical contre l'équipe de Norvège (défaite 4-1).
Le 4 juin 2018, il fait partie de la liste des 23 joueurs australiens sélectionnés pour disputer la coupe du monde en Russie, mais ne joue pas lors du tournoi.

## Palmarès
- Champion d'Australie en 2014 avec Brisbane Roar
- Vice-champion d'Australie en 2018 avec les Newcastle United Jets